# Przemysł spirytusowy

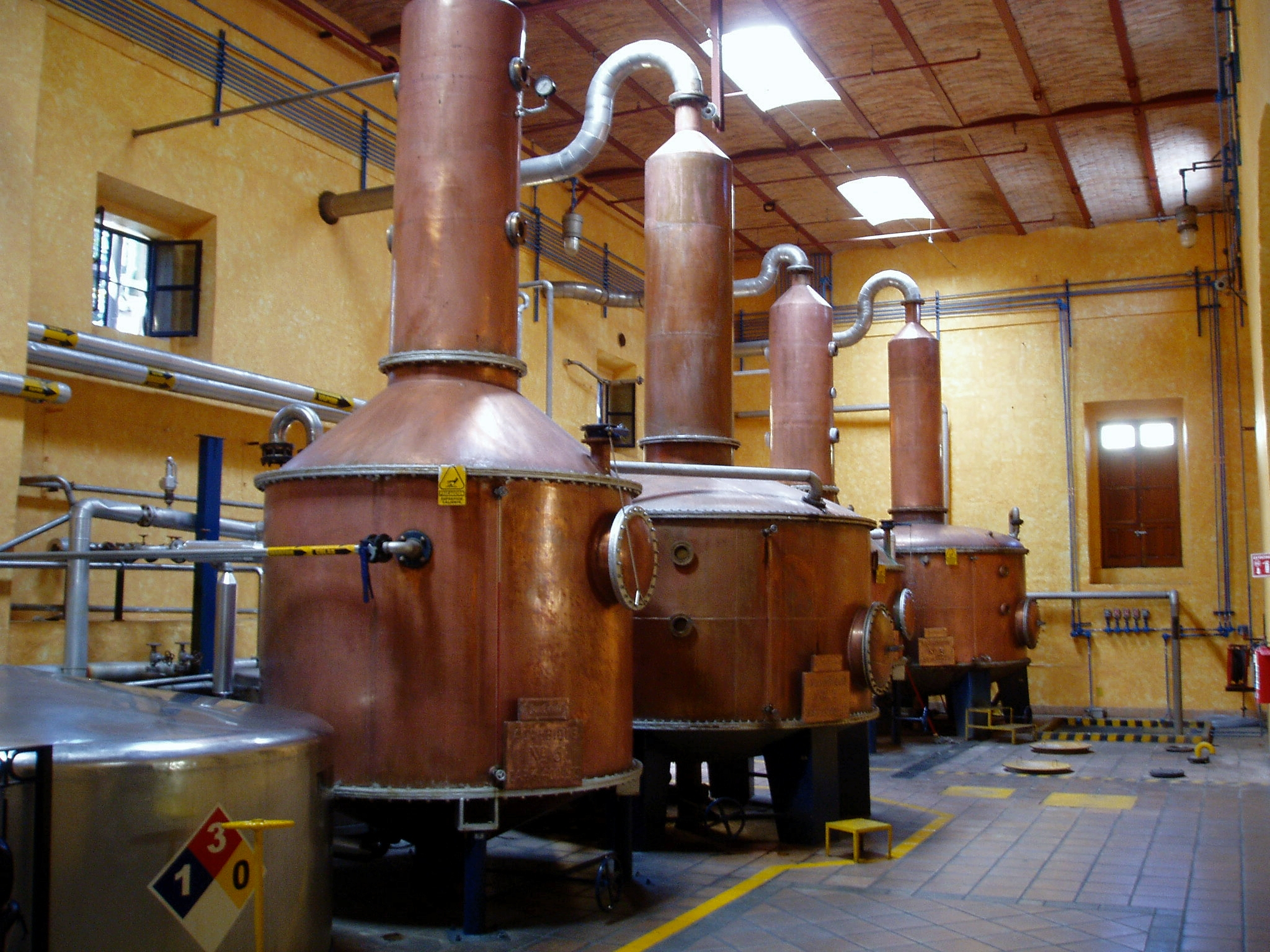
Przemysł spirytusowy

Przemysł spirytusowy i drożdżowy – zajmuje się produkcją wyrobów spirytusowych. 
Obejmuje on:
- gorzelnie przemysłowe,
- zakłady rektyfikacji i odwadniania spirytusu,
- wytwórnie wódek, drożdży piekarskich i paszowych oraz kwasu mlekowego.

## Przemysł spirytusowy w Polsce
Produkcją spirytusu w Polsce zajmuje się około 900 gorzelni rolniczych, 6 przemysłowych – przerabiających melasę. Większość wyrobów (75% spirytusu) produkowane jest w gorzelniach rolniczych, zlokalizowanych w rejonach o dużej produkcji ziemniaków. 
Zdolność produkcyjna gorzelni wynosi około 400 mln l spirytusu rocznie. Natomiast zapotrzebowanie na spirytus dla przemysłu i dla celów konsumpcyjnych nie przekracza 250 mln litrów. 
Istnieją przesłanki przemawiające za rozpowszechnieniem dodatku spirytusu do benzyny silnikowej (Polska Norma dopuszcza dodatek spirytusu odwodnionego do paliwa w ilości do 5% objętości). Alkohol może być ponadto wykorzystywany zamiast freonu w systemach klimatyzacyjnych. 
Prawie 90% produkcji tego przemysłu jest konsumowana w kraju.

## Wpływ na gospodarkę
Branża spirytusowa reprezentowana przez ponad 220 firm, generuje roczne wpływy budżetowe w wysokości ok. 16 mld zł, głównie z tytułu akcyzy i podatku VAT. Sektor ten zatrudnia bezpośrednio ok. 4,7 tys. osób, a pośrednio nawet 84 tys. – w obszarach takich jak rolnictwo, logistyka, handel czy gastronomia. 
Produkcja napojów spirytusowych w Polsce opiera się w dużej mierze na rodzimych surowcach. Rocznie wykorzystuje się około 1,319 miliona ton zbóż oraz 50 tysięcy ton ziemniaków. Polska jest jednym z największych producentów wódki na świecie, a produkty krajowe znajdują odbiorców również za granicą. Wartość eksportu alkoholi mocnych wynosi około 2,2 mld zł rocznie.

## Podatek akcyzowy
Zgodnie z przyjętą Akcyzową Mapą Drogową, od 2022 roku stawka na alkohol etylowy rośnie każdego roku – początkowo o 10 proc., a następnie o 5 proc. Akcyza na alkohole spirytusowe w Polsce jest trzykrotnie wyższa niż na piwo, które stanowi niemal połowę spożycia alkoholu. Efektem tej polityki jest struktura wpływów z akcyzy odwrotna do struktury spożycia – 70 proc. dochodów z akcyzy pochodzi z alkoholi mocnych, a blisko 30 proc. z piwa. 
Rosnące koszty surowców, energii i logistyki doprowadziły do wzrostu cen alkoholu – od 2020 do 2023 roku średnio o 32,5 proc., co znacząco przekracza średnią UE (18,7 proc.). To przełożyło się na spadek sprzedaży. W 2023 roku produkcja wyrobów spirytusowych spadła o ok. 15% w porównaniu do 2021 roku, kiedy rozpoczął się trend spadkowy. 
Spadek sprzedaży legalnych alkoholi jest także efektem rozwoju szarej strefy. Wysokie ceny detaliczne skłaniają część konsumentów do sięgania po produkty z nielegalnego źródła, które mogą zawierać niebezpieczne dla zdrowia substancje, jak metanol czy glikol. Według szacunków Instytutu Prognoz i Analiz Gospodarczych, roczne straty budżetu z tytułu nielegalnego rynku alkoholu mocnego mogły wynieść w 2023 roku około 1,3 mld zł.  

## Działalność edukacyjna
Związek Pracodawców Polski Przemysł Spirytusowy prowadzi działania edukacyjne ograniczające dostęp nieletnich do alkoholu. Od 2009 roku dzięki współpracy z samorządami i sieciami handlowymi przeszkolono blisko 7,5 tys. osób, a za pomocą webinariów i materiałów edukacyjnych dotarto do ok. 30 tys. sprzedawców. Celem kampanii jest zwiększenie świadomości na temat odpowiedzialnej sprzedaży. 